# Македонска династия
Македонска династия е византийска династия, управлявала Византия от 867 до 1056 година.

## Василий I и Лъв VI
Родоначалник на династията е Василий I (867 – 886), наречен Македонец заради това, че произхожда от тема Македония (земите около днешен Одрин). Той успява да спечели благосклонността на ромейския василевс Михаил III и става негов фаворит. През 867 г. убива императора и се възкачва на византийския престол. Възстановява ромейската власт в Южна Италия (875), а на изток защитава успешно държавата си срещу арабите. Неговата религиозна политика осигурява византийското влияние в България. Слага край на схизмата между Рим и Константинопол, като отстранява патриарх Фотий I от църковните дела. Император Василий I се жени последователно за Мария (развод през 865/866) и за Евдокия Ингерина, любовница на Михаил III, от която има четири дъщери: Анастасия, Анна, Елена и Мария, омъжена за доместика на схолите Христофор и трима синове: Лъв VI Философ, Александър и Стефан (870 – 893), патриарх на Константинопол от 886 г.
След смъртта на василевса на трона се възкачва първият му син Лъв VI Философ (886 – 912). Той търпи поражение от българите начело с цар Симеон I Велики в битката при Булгарофигон (896). След това губи Сицилия (907), но прави опити да се сближи с Рим. Известно напрежение в империята създават четирите му брака: с Теофано (885), със Зоя Зауцена, с Евдокия Баяна (899) и със Зоя Карбонопсина, която ражда следващия император Константин VII Порфирогенет.

## Александър, Константин VII, Роман I и Роман II
Единственият син на Лъв VI Философ, Константин VII Порфирогенет сяда на престола на осемгодишна възраст. Докато той е още малък, чичо му Александър (912 – 913) управлява от негово име. През следващите години регентка на сина си става Зоя Карбонопсина (913 – 920). После Константин VII Порфирогенет е поставен под опеката на тъста си Роман I Лакапин (920 – 945), който се обявява за император. През 945 г. официално за василевс е коронован Константин VII Порфирогенет (945 – 959). По негово време ромейската армия разбива маджарите и арабите, а печенегите, хазарите и русите се сближават с Византия. Императорът е автор на забележителните съчинения „За церемониите“ (953), „Животът на Василий“ (ок. 959) и „За управлението на империята“ (ок. 953), плод на писателската му дарба и изключителната му ерудиция. от брака си през 919 г. с Елена Лакапина има пет деца: Теодора, Зоя, Агата, Анна и византийския василевс Роман II (959 – 963). Новият владетел е грижливо възпитаван от баща си, но се отдава на лов и празненства, като управлението на страната оставя на съпругата си (от 956) Анастасо-Теофано (941 – 976), която произхожда от простолюдието. От нея той има двама синове Василий II Българоубиец и Константин VIII и една дъщеря Анна (963 – 1011), омъжена (989) за великия киевски княз Владимир Светославович Велики.

## Никифор II и Йоан I
След смъртта на Роман II на византийския престол номинално се възкачват двамата му малолетни синове Василий II Българоубиец (963 – 1025) и Константин VIII (963 – 1028). Вдовицата на Роман II, Анастасо-Теофано се омъжва за върховния главнокомандващ на войската Никифор II Фока (963 – 969) и го прави съимператор. Новият василевс печели блестящи победи над мюсюлманите, от които отнема остров Крит, завладява Киликия, Кипър (964 – 965) и Северна Сирия. Бие се едновременно срещу българи и руси. Убит е от поредния любовник на Анастасо-Теофано – Йоан I Цимиски (969 – 976). Императрицата се надява, че Йоан ще се ожени за нея, но слад като е коронован за василевс, той сключва брак с Теодора, дъщеря на Константин VII Порфирогенет. В своето управление проявява блестящите си качества на воин и дипломат. Потушава бунта на Варда Фока Млади (970), анексира Източна България (970 – 971) и отвоюва от арабите Палестина с изключение на Йерусалим.

## Василий II Българоубиец
След като Йоан I Цимиски умира реалната власт преминава в ръцете на Василий II, първородния син на Роман II. Първите години на неговото управление са белязани от гражданска война. През 985 г. се утвърждава на престола и се посвещава на държавните дела. Скоро се отличава и като добър военачалник. Неговата активност не се харесва на аристокрацията, която го предава по време на първия му поход в България (986). Императорът бързо възстановява мощта на Византия. Проявява авторитарни амбиции в религиозните дела. Той се бори енергично срещу външните врагове на империята, биейки се на четир фронта: България, арабските държави, Кавказ и Южна Италия. Василий II насочва главния си удар към българското царство (989 – 1001), което бързо възстановява мощта си при Самуил. През 1014 г. разбива армията на своя противник и ослепява пленените войници, като оставя по един едноок на всеки сто души. С това си спечелва прозвището Българоубиец. Императорът продължава военните си действия срещу България до завладяването ѝ през 1018 г. След тази победа Василий II организира поход в Грузия, прониква и в кавказките страни (1021). Възстановява властта си в Апулия, Далмация и Хърватско.

## Константин VIII и Роман III
След внезапната смърт на Василий II, неговото място е заето от по-малкия му брат Константин VIII. За разлика от брат си Константин VIII се доверява на неспособни фаворити. Сключва брак с Елена Алипина и урежда женитбата на дъщеря си Зоя (980 – 1050) с влиятелния константинополски аристократ Роман III Аргир (1028 – 1034), провъзгласен за василевс. Новият император взема енергични мерки за опазването на границите от настъплението на селджукските турци. Неговата съпруга Зоя организира убийството му, за да постави на трона своя любовник Михаил IV Пафлагон (1034 – 1041).

## Михаил IV, Михаил V, Зоя, Константин IX и Теодора
Новият василевс Михаил IV Пафлагон е епилептик и тежко болен. Той е неспособен да управлява и оставя държавните дела на своя брат евнуха Йоан Орфанотроф. Михаил IV Пафлагон абдикира и слага монашеско расо, но умира същата година (1041). На престола се възкачва племенникът му Михаил V Калафат (1041 – 1042), осиновен от императрица Зоя. Той се опитва да се освободи от нея, но народът се разбунтува. Свален е от престола и е замонашен насила. овдовяла за втори път, Зоя се омъжва за Константин IX Мономах (1042 – 1055), когото прави император. Той е изключително посредствен, но е покровител на науката и изкуството. по негово време започва Великата схизма между Константинополската патриаршия и Римокатолическата църква (1054). Има една дъщеря Анастасия, омъжена за киевския княз Всеволод I . След смъртта на Константин IX Мономах с византийската корона се увенчава Теодора (1055 – 1056), по-малка сестра на Зоя. Тя решава да остави престола на военачалника Михаил VI Стратиот. Теодора е последната представителка на Македонската династия.

## Императори на Византия от Македонската династия
- 867 – 886: Василий I Македонец (811 – 29.8.886)
- 886 – 912: Лъв VI Философ (19.9.886 – 11.5.912), първи син на Василий I Македонец
- 912 - 913: Александър (ок. 870 – 16.6.913), втори син на Василий I Македонец
- 913 – 920; 945 – 959: Константин VII Порфирогенет (2.9.905 – 9.11.959), син на Лъв VI Философ
- 920 – 945: Роман I Лакапин (ок. 870 – 15.6.948), син на Теофилакт Авастакт
- 959 – 963: Роман II (938 – 15.3.963), син на Константин VII Порфирогенет
- 963 – 969: Никифор II Фока (912 – 10.12.969), син на Варда Фока Стари
- 969 – 976: Йоан I Цимиски (ок. 925 – 10.1.976), племенник на Никифор II Фока
- 976 – 1025: Василий II Българоубиец (958 – 15.12.1025), първи син на Роман II
- 1025 – 1028: Константин VIII (960 – 15.11.1028), втори син на Роман II
- 1028 – 1034: Роман III Аргир (ок. 968 – 11.4.1034), първи зет на Константин VIII
- 1034 – 1041: Михаил IV Пафлагон (1010 – 10.12.1041), втори зет на Константин VIII
- 1041 – 1042: Михаил V Калафат (1015 – 24.8.1042), племенник на Михаил IV Пафлагон
- 24.4.1042 – 12.6.1042: Зоя, втора дъщеря на Константин VIII
- 1042 – 1055: Константин IX Мономах (1000 – 11.1.1055), трети зет на Константин VIII
- 1055 – 1056: Теодора (984 – 31.8.1056), трета дъщеря на Константин VIII.[2]